# Cora Amalia Castilla
Cora Amalia Castilla Madrid (Chetumal, Quintana Roo, 27 de enero de 1961) es una política mexicana, miembro del Partido Revolucionario Institucional. Fue de 2005 a 2008 Presidente Municipal de Othón P. Blanco, municipio del que es cabecera la capital de Quintana Roo, Chetumal; desde el 7 de diciembre de 2009 es presidente estatal del PRI en Quintana Roo, cargo al que renunció para incorporarse como Secretaria de Cultura del Gobierno del Estado en abril de 2011.

## Biografía
Cora Amalia Castilla estudió las carreras de Contaduría y Finanzas y Administración de Empresas en la Universidad de las Américas-Puebla. Inicialmente se desempeñó en su profesión en prácticas privadas en la ciudad de Puebla de Zaragoza, en 1986 inició su actividad dentro del gobierno de Quintana Roo, de 1988 a 1993 en el gobierno de Miguel Borge Martín ocupó el cargo de contralora del Estado, posteriormente ocupó varios cargos en la estructura del PRI en Quintana Roo y en 1997 fue elegida diputada federal suplente y en 1999 diputada al Congreso de Quintana Roo por el I Distrito Electoral Local de Quintana Roo y en donde fue presidente de la comisión de Hacienda, Presupuesto y Cuenta Pública e integrante de las de Asuntos Municipales, Equidad y Género, Reglamentos, Desarrollo Económico y Social y Asuntos Fronterizos.
En 2001 fue precandidata del PRI a la Presidencia Municipal de Othón P. Blanco, pero no obtuvo la candidatura, de 2002 a 2003 fue Secretaria General del Comité Estatal del PRI y de 2003 a 2004 directora general del Sistema Colegio de Bachilleres de Quintana Roo.
Ganó la candidatura del PRI a Presidente Municipal de Othón P. Blanco en 2004 y fue elegida en las Elecciones constitucionales de 2005, inició su gobierno el 10 de abril de 2005 y lo concluyó en igual fecha de 2008, siendo nombrada el mismo día Secretaria de Educación del gobierno del estado, durante su encargo en este puesto fue demandada su renuncia por sus opositores al considerar que utilizaba el cargo para promoverse políticamente; el 22 de enero de 2009 el gobernador Félix González Canto la nombró Secretaria General de Gobierno, y permaneció en el cargo hasta el 7 de diciembre del mismo año en que renunció para ser designada presidente del comité estatal del PRI en Quintana Roo.